# 山口和男 (法曹)
山口 和男（やまぐち かずお、1930年 - 2024年）は、日本の弁護士、大学講師。元裁判官、元公証人。
佐世保高等物理学校卒業後、日本大学法学部に進学。
1961年に判事補に任官し、那覇、東京、横浜の各地方裁判所民事部部総括や、東京地裁商事部部総括、旭川地裁所長などを歴任。また数多くの法律実務書の執筆・編集に関わった。
1992年、退官して公証人に。2000年から弁護士。篠崎・進士法律事務所所属。日本大学法学部法科大学院で非常勤講師。

## 編著書
- （共編）『実務法律大系6　公害』青林書院新社、1974年
- 『会社訴訟・非訟の実務』新日本法規出版、1979年
- （共編）『民事判例実務研究』全8巻、判例タイムズ社、1980-92年
- （編）『日照権訴訟の実務』新日本法規出版、1980年
- （共編）『展望判例法』1, 2（民法・民訴篇）判例タイムズ社、1983-84年
- （編）『裁判実務大系16　不法行為訴訟法2』青林書院、1987年
- （編）『現代民事裁判の課題7　損害賠償』新日本法規出版、1989年
- （共編）『現代民事裁判の課題9　医療過誤』新日本法規出版、1991年
- （編）『裁判実務大系21　会社訴訟・会社非訟・会社整理・特別清算』青林書院、1992年
- 『公証役場公正証書活用のすすめ』税務経理協会、1997年
- （編）『特別清算の理論と裁判実務』新日本法規出版、2002年